# Klášter Voroneț
Klášter Voroneț (čti „Voronec“) se nachází v Jižní Bukovině nedaleko města Gura Humorului. Klášterní kostel je často nazýván Sixtinskou kaplí východu, intenzivní modrý odstín jeho fresek je v Rumunsku znám jako „Voronețská modř“. V klášteře se nachází hrob prvního opata - svatého Daniela poustevníka. Od roku 1993 je společně s dalšími sedmi kostely v Moldávii na seznamu Světového dědictví UNESCO.
Kostel svatého Jiří je jedním z nejznámějších rumunských kostelů. Ve světě je znám především pro své fresky vyvedené na vnějších zdech v mimořádně jasných a sytých barvách - stovky postav na intenzivně modrém pozadí. Klášter založil Štěpán III. Veliký, který v momentě krize v boji s Turky navštívil poustevníka Daniela v jeho chýši ve Voronețu a žádal ho o radu. Po vítězství dodržel svůj slib a založil na tomto místě klášter zasvěcený sv. Jiří. Zápis nad původním vchodem říká, že kostel byl postaven v roce 1488 během čtyř měsíců. Stavba započala 26. května a 14. září byla dokončena.
Od roku 1785 po dobytí Bukoviny Habsburky byl klášter opuštěn. Znovu ožil s příchodem sester v roce 1991.
Kostel je vybudován ve tvaru kříže se třemi apsidami. Nad lodí se nachází věž. V roce 1547 nechal metropolitní biskup Moldávie Grigorie Roșca přistavět předsíň na západní straně. Malá okna a vnitřní dveřní otvory s lomenými oblouky jsou gotické. Severní a jižní dveře předsíně jsou pravoúhlé, což ukazuje na přechod od gotiky k renesanci. Avšak nad oběma je úzké vysoké okno s gotickým obloukem. Jižní fasáda zcela bez otvorů ukazuje na Roșcův úmysl vyhradit tuto fasádu freskám.
Na severní fasádě je dosud zřetelná původní výzdoba kostela - řady keramických glazovaných žlutých, hnědých a zelených disků zdobených reliéfy s heraldickými motivy - lev na zadních nohách, zubří hlava z moldavského znaku a stvůry inspirované západoevropskou středověkou literaturou, jako dvouocasá mořská panna. Věž je po obvodu zdobena šestnácti vysokými nikami, ve čtyřech z nich jsou okna. Nad nimi se nachází ještě jedna řada malých nik. Dělená střecha má pravděpodobně tvar původní střechy, která byla pokryta šindeli.

## Galerie

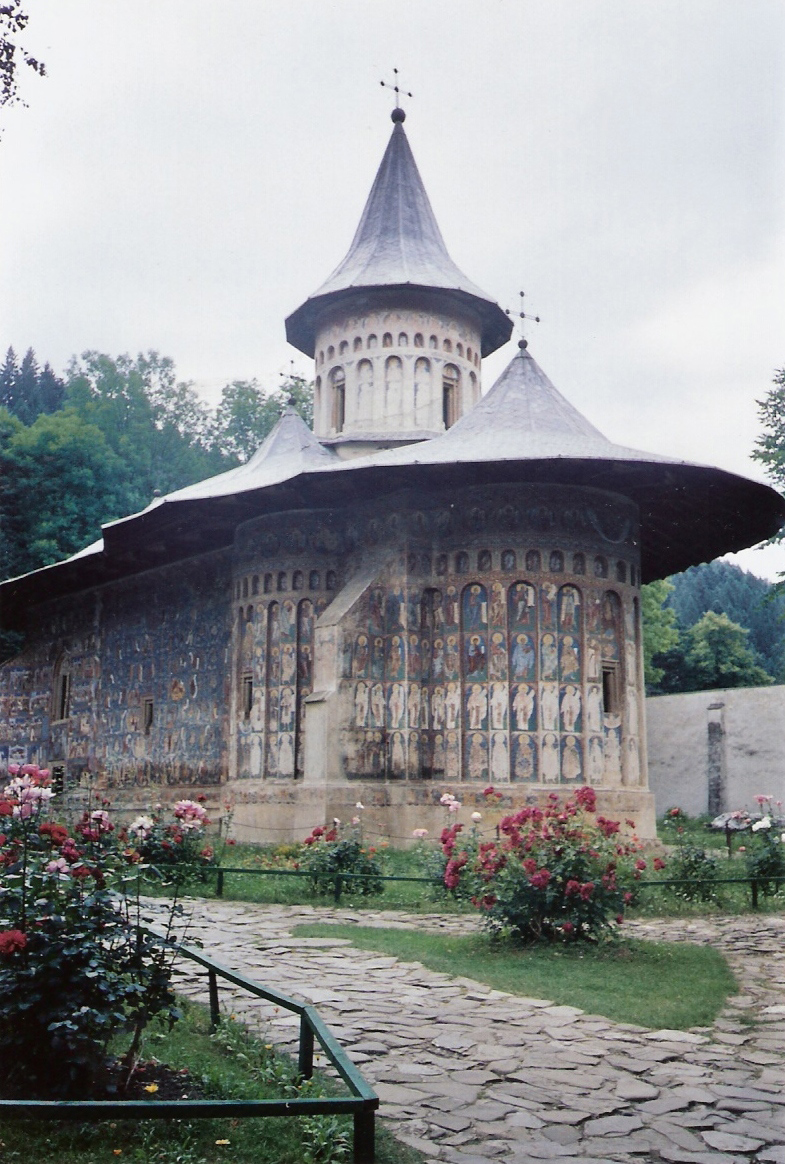
Pohled na klášterní kostel
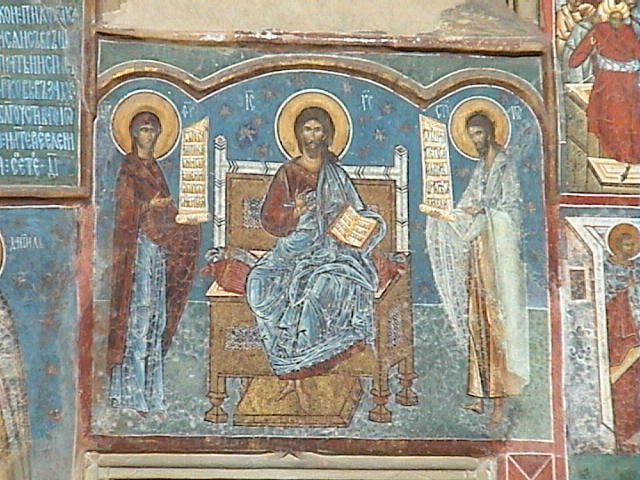
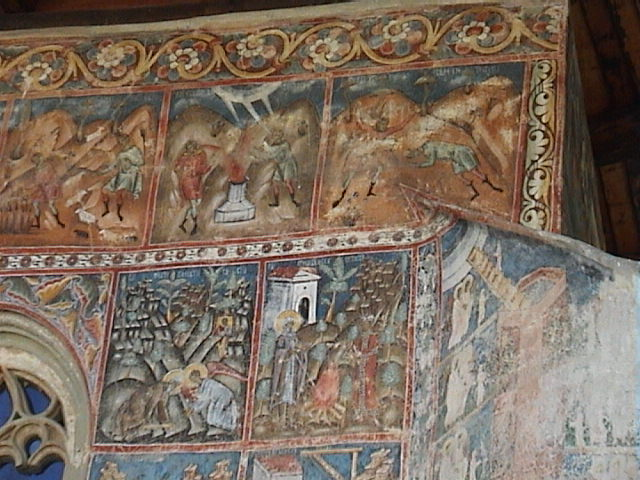
V horní řadě příběh Kaina a Ábela
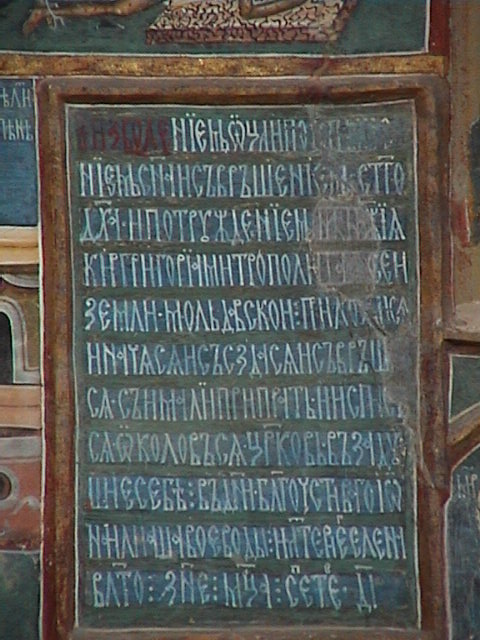